# Lesek
Lesek (słow. Liesek) – wieś i gmina (obec) w powiecie Twardoszyn, kraju żylińskim, w północnej Słowacji. Wieś lokowana w roku 1558.